# Molophilus (Onychomolophilus) gidya
Molophilus (Onychomolophilus) gidya is een tweevleugelige uit de familie steltmuggen (Limoniidae). De soort komt voor in het Australaziatisch gebied.